# Фісташкова олія

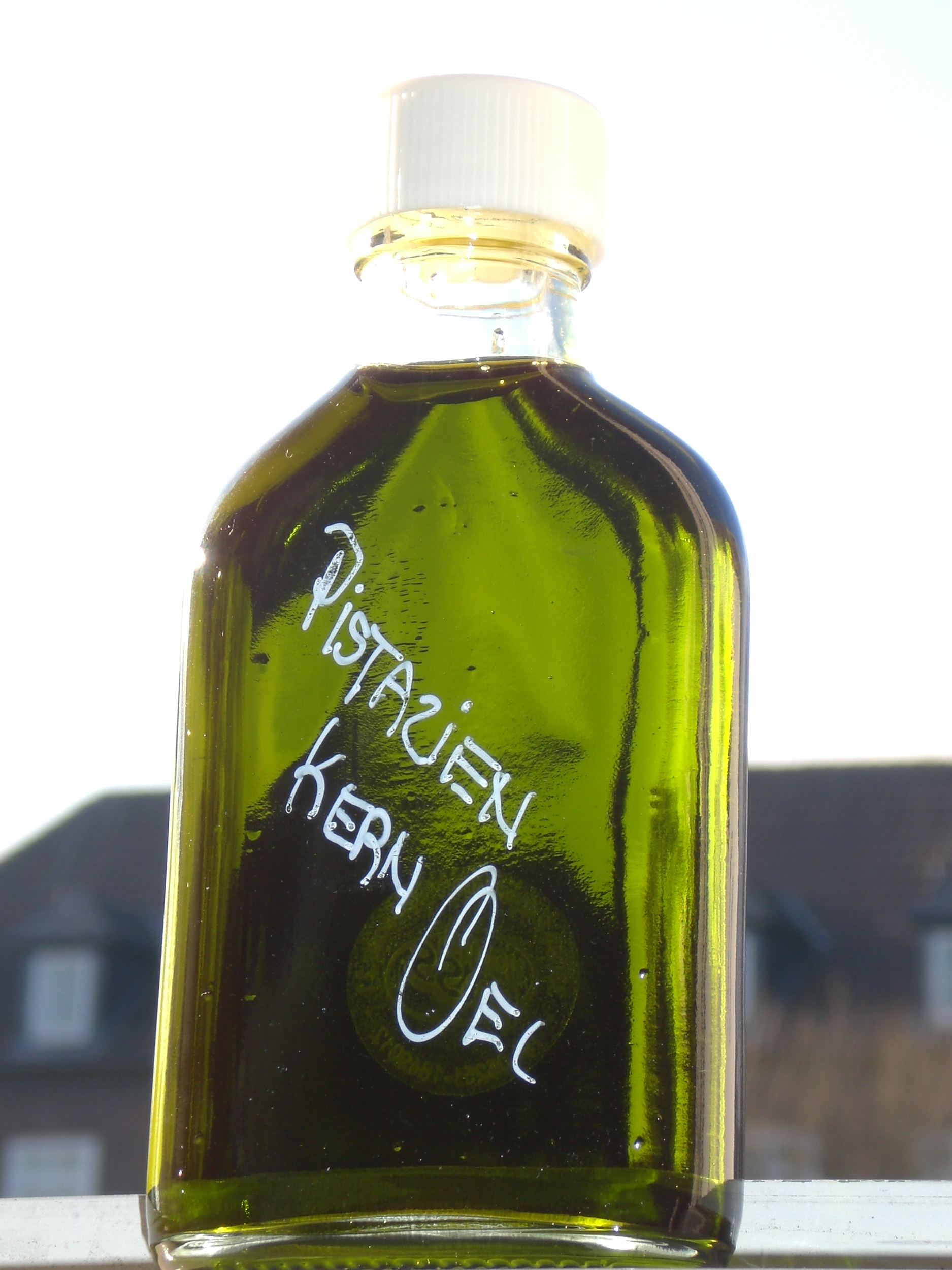
Фісташкова олія

Фісташкова олія — це пресована олія, отримана із плодів фісташкових горішків Pistacia vera.

## Кулінарне використання
У порівнянні з іншими горіховими оліями, фісташкова олія характеризується особливо сильним ароматом. Як і інші горіхові олії, смак схожий на горіх, з якого добута олія. Фісташкова олія має високий вміст вітаміну Е (19мг/100г). Вона містить 12,7% насичених жирів, 53,8% мононенасичених жирів, 32,7% лінолевої кислоти і 0,8% омега-3 ненасичених жирних кислот. Фісташкова олія використовується для додання аромату овочам, які готуються на пару.